# Rosolino Pilo (destroyer)
Pour les articles homonymes, voir Rosolino Pilo.
Le Rosolino Pilo (fanion « PI ») était un destroyer (puis, plus tard, un torpilleur) italien, navire de tête de la classe Rosolino Pilo, lancé en 1915 pour la Marine royale italienne (en italien : Regia Marina).

## Conception et description
Ces navires avaient une longueur totale de 73 mètres, une largeur de 7,3 mètres et un tirant d'eau de 2,7 mètres. Ils déplaçaient 672 tonnes à charge normale, et 720  tonnes à pleine charge. Leur effectif était de 69 officiers, sous-officiers et marins.
Les Rosolino Pilo étaient propulsés par deux turbines à vapeur, chacune entraînant un arbre d'hélice et utilisant la vapeur fournie par quatre chaudières. La puissance nominale des turbines était de 16 000 chevaux-vapeur (11 700 kW) pour une vitesse de 30 nœuds (55 km/h) en service. Ils avaient une autonomie de 1 440 milles nautiques (2 660 km) à une vitesse de 13 nœuds (24 km/h). Ils transportaient 128 tonnes de naphte.
Leur batterie principale en 1918 était composée de 5 canons Schneider Modèle 1914 de 102/35 mm. La défense antiaérienne (AA) des navires de la classe Rosolino Pilo était assurée par 1 canon simple Vickers-Armstrong QF 2 lb de 40/39 mm. Ils étaient équipés de 4 tubes lance-torpilles de 450 millimètres dans deux supports doubles au milieu du navire.

## Construction et mise en service
Le Rosolino Pilo est construit par le chantier naval Cantiere navale di Sestri Ponente à Sestri Ponente en Italie, et mis sur cale le 19 août 1913. Il est lancé le 24 mars 1915 et est achevé et mis en service le 25 mai 1915. Il est commissionné le même jour dans la Regia Marina.

## Histoire de service
Le 6 août 1915, quelques mois après l'entrée de l'Italie dans la Première Guerre mondiale, le Pilo endommage le sous-marin austro-allemand (U-boot) U 12  au large de Venise,.
Le 29 décembre 1915, le Pilo prend part à un affrontement naval qui sera connu plus tard sous le nom de bataille de Durrës, et qui se termine par le naufrage de deux destroyers austro-hongrois (SMS Triglav et SMS Lika) sur des mines et par les dommages mineurs, lors d'une fusillade, de quelques croiseurs éclaireurs italiens, britanniques et autrichiens. Le Pilo ne joue pas un rôle majeur dans la bataille.
Le 23 février 1916, le Pilo, le destroyer français Casque et le croiseur britannique HMS Liverpool (1909) fournissent une escorte indirecte à un convoi (12 navires à vapeur, deux remorqueurs, escorte directe composée des destroyers Corazziere, Bersagliere, Garibaldino et Mameluk - ce dernier français -) à destination de Durrës.
Le 13 juin de la même année, le Pilo, sous les ordres du commandant Alessio, fournit une escorte et un soutien, avec les destroyers Audace, Antonio Mosto et Pilade Bronzetti, aux vedettes-torpilleurs MAS 5 et 7 qui, remorquées respectivement par les torpilleurs 35 PN et 37 PN, attaquent sans succès - faute d'embarcations d'amarrage - le port de San Giovanni di Medua, aux mains des autrichiens, et se replient sous un feu d'artillerie qui ne cause aucun dommage.
Dans la nuit du 25 au 26 juin, le Pilo escorte de près, avec les destroyers Abba, Mosto et Nievo, les vedettes-torpilleurs MAS 5 et 7 qui, remorquées respectivement par les torpilleurs 36 PN et 34 PN, attaquent le navire austro-hongrois au mouillage à Durrës. À 00h15, les deux MAS larguent leur remorque à 2,5 milles nautiques (4,6 km) de la cible, à 1h45 ils lancent leurs torpilles et à 2h40 ils rejoignent la formation dont fait partie le Pilo et rentrent à la base.. Lors de l'attaque, le vapeur Sarajevo (1 111 tonneaux de jauge brute (tjb)) est coulé.
Dans la nuit du 3 au 4 novembre 1916, les destroyers Abba, Pilo et Nievo soutient une nouvelle attaque des MAS 6 et 7 (remorqués par les torpilleurs 34 PN, 35 PN et 36 PN) contre Durrës, une action qui échoue en raison de la présence de filets anti-torpilles.
Le 22 décembre 1916 à 23h00, les destroyers Abba, Pilo (sous le commandement du lieutenant de vaisseau (tenente di vascello) Bombardini) et Nievo quittent Brindisi et mettent le cap sur le Cap Rodoni pour attaquer quelques destroyers autrichiens (SMS Scharfschütze, SMS Dinara, SMS Réka et SMS Velebit) qui ont effectué un raid dans le canal d'Otrante et qui, après un affrontement avec des unités françaises (destroyers Casque, Commandant Rivière, Protet, Boutefeu, Dehorter et Commandant Bory), rentrent à Cattaro. Les unités ennemies n'ont pas été trouvées et les deux groupes de destroyers italiens et français se sont rencontrés de manière plutôt confuse : il n'a pas été possible de coordonner les manœuvres et le Casque est entré en collision avec le Abba, puis un deuxième destroyer français, le Boutefeu, évite de justesse le Pilo et le Nievo et éperonne le Abba à son tour. Les trois navires endommagés peuvent rentrer au port.
Dans la nuit du 14 au 15 mai 1917, le canal d'Otrante fait l'objet d'une double attaque austro-hongroise visant à la fois à détruire les dériveurs, bateaux de pêche armés patrouillant le barrage anti-sous-marin du canal d'Otrante, et, par diversion, à détruire un convoi italien à destination de l'Albanie. À 4 h 50 le 15 mai, à la suite de la nouvelle de ces attaques, le Pilo reçoit l'ordre de se mettre en attente, ainsi que le destroyer Schiaffino et le croiseur léger britannique HMS Dartmouth (1910), puis de se diriger vers le nord-est pour intercepter la formation navale ennemie. Vers 8h10, lors d'un premier engagement, le croiseur éclaireur Aquila (l'une des nombreuses unités envoyées à la poursuite avec les HMS Dartmouth, Pilo et Schiaffino) est immobilisé. Vers 9h05, alors que les trois croiseurs éclaireurs austro-hongrois SMS Saida, SMS Helgoland et SMS Novara se dirigent vers le Aquila endommagé, le HMS Dartmouth, le HMS Bristol (1910) (un autre croiseur britannique) et les destroyers Acerbi et Mosto se placent entre le navire immobilisé et les navires ennemis, ouvrant le feu à 9h30, à 8 500 mètres. Les trois navires autrichiens se replient vers le nord-ouest et la formation anglo-italienne les poursuit à des distances comprises entre 4 500 et 10 000 mètres, en continuant à tirer; tous les grands navires sont endommagés dans la bataille, mais la formation dont fait partie le Pilo doit interrompre l'action et s'éloigner à 12h05, car, étant arrivés près de la base austro-hongroise de Cattaro, le croiseur blindé SMS Sankt Georg et les destroyers SMS Tátra et SMS Warasdiner sont également partis en renfort des croiseurs éclaireurs ennemis.
Le 11 juin, le Pilo, le Nievo et le torpilleur 37 PN fournissent un appui à une attaque de neuf hydravions de Brindisi contre Durrës.
Le 19 octobre 1917, alors qu'il navigue de Vlora à Brindisi avec le Nievo et le HMS Weymouth (1910), il reçoit l'ordre de rejoindre un groupe d'unités. Les croiseurs éclaireurs Aquila et Sparviero, les croiseurs britanniques HMS Gloucester (1909) et HMS Newcastle (1909) et les destroyers Commandant Rivière, Bisson, Bory (français), Indomito, Missori et Mosto (italien) - pour poursuivre un groupe de navires austro-hongrois (croiseur éclaireur SMS Helgoland, destroyers SMS Lika, SMS Triglaw, SMS Tátra, SMS Csepel, SMS Orjen et SMS Balaton) partis de Kotor pour attaquer les convois italiens. Le SMS Helgoland et le SMS Lika, n'ayant trouvé aucun convoi, naviguent en vue de Brindisi pour être poursuivis par les navires italiens et les attirer dans la zone d'embuscade des sous-marins (U-boote) U 32 et U 40, mais après une longue poursuite qui voit également quelques attaques aériennes sur les unités ennemies, tous les navires italiens rentrent au port sans dommages.
Le 5 novembre 1918, le Pilo et trois autres destroyers (La Masa, Missori et Abba), ainsi que l'ancien cuirassé Saint Bon, entrent dans le port de Pula, après quoi les unités embarquées les jours suivants procèdent à l'occupation de la ville.
Après 1918, le Pilo subit des modifications qui voient le remplacement des canons de 76 mm par 5 canons de 102 mm et l'embarquement de 2 canons antiaériens de 40 mm; le déplacement à pleine charge passe à 900 tonnes.
Dans les années 1920 et 1930, il est largement utilisé.
En 1929, le navire est déclassé en torpilleur.
Lorsque l'Italie est entrée dans la Seconde Guerre mondiale, le Pilo fait partie du VIe escadron de torpilleurs (Missori, Stocco, Sirtori).
Il est principalement employé pour des missions d'escorte de convois.
Les 27-28 juin 1940, le Pilo et le Missori transportent des fournitures et 52 soldats de Tarente à Tripoli.
Le 6 juillet 1940, il participe à l'escorte du premier grand convoi vers la Libye (opération appelée "TCM"). Parti de Naples à 19h45, le convoi est formé par les transports de troupes Esperia et Calitea (transportant respectivement 1 571 et 619 soldats) et les navires à moteur modernes Marco Foscarini, Vettor Pisani et Francesco Barbaro (dont la cargaison comprend au total 232 véhicules, 5 720 tonnes de carburant et de lubrifiants et 10 445 tonnes d'autres matériaux). Le Pilo et son navire-jumeau (sister ship) Abba quittent Catane le 7 juillet comme escorte du Barbaro et rejoignent les autres transports, naviguant sous l'escorte directe du XIVe escadron de torpilleurs (Procione, Orsa, Orione, Pegaso) et avec l'escorte indirecte du Xe escadron de destroyers (Maestrale, Grecale, Libeccio, Scirocco) et des croiseurs légers Bande Nere et Colleoni,. Les navires arrivent sains et saufs à Benghazi, leur port d'arrivée, le 8 juillet.
Le 25 février 1941, le Pilo escorte de Palerme à Tripoli un convoi composé des vapeurs Santa Paola et Honor et du pétrolier Caucaso, ce dernier a rejoint le convoi après avoir quitté Bizerte.
Le 22 mai 1942, le convoi (navires à vapeur Balcan et Chisone) que le navire escorte avec le destroyer Crispi est attaqué par un sous-marin non identifié (du moins c'est ce que l'on croit) qui lance une torpille. Le Pilo, ayant évité la torpille, jette par-dessus bord une de ses torpilles qui explose, renforçant l'hypothèse d'une attaque sous-marine (des inspections ultérieures révèlent toutefois que la torpille avait explosé contre l'épave du croiseur auxiliaire Deffenu).
Lors de la proclamation de l'armistice du 8 septembre 1943 (Armistice de Cassibile), le Pilo (sous le commandement du lieutenant de vaisseau (tenente di vascello) Giuseppe Tullio Faggioni) se trouve à Durrës,. À 18h30 le 8 septembre 1943, le chef opérateur radio reçoit l'annonce de l'armistice et en informe le commandant en second, le sous-lieutenant de vaisseau (sottotenente di vascello) Giovanni Buizza. Cependant, le navire ne peut éviter la capture: le 10 septembre 1943, après avoir canonné les positions allemandes avec le Missori et le vapeur Marco et après s'être défendu autant que possible, le navire est capturé par les troupes allemandes,. Après la capture, le navire est pillé par les Allemands et certains membres de l'équipage tentent de s'échapper en bateau à rames, mais ils sont repris mais sauvés par des partisans albanais et d'autres soldats italiens.
Entre la fin de matinée et l'après-midi du 25 septembre, la division " Brennero ", capturée par les Allemands, est embarquée à Durrës sur quelques navires italiens également capturés: les vapeurs Italia et Argentina, le croiseur auxiliaire Arborea et les Pilo et Missori. Le Pilo prend à son bord environ 20-35 hommes, anciennement membres d'une garnison de batterie, et vers sept heures du soir, il quitte le port albanais pour Trieste, en convoi avec les autres navires italiens. À bord de chaque unité, y compris le Pilo, il y a des gardes allemands pour contrôler les équipages. Les soldats et les marins du Pilo, beaucoup plus nombreux (bien que non armés), projettent de submerger l'unité allemande (répartie en partie à l'avant, en partie à l'arrière et en partie sur le contre-palan) et de reprendre le contrôle du navire, afin de le ramener dans un port italien. Le plan est exécuté à minuit le 25, en simulant, avec la sirène spéciale, une attaque par un sous-marin qui distrait les gardes et permet d'amener plus d'hommes sur le pont. Après une violente échauffourée, le quartier-maître commandant le piquet allemand est désarmé et tué, trois autres soldats allemands sont jetés par-dessus bord et les quatre autres, blessés, sont capturés. Le Pilo, après avoir initialement mis le cap sur le Cap de Gjuhëz afin d'éviter d'éventuelles recherches, se dirige vers Brindisi où il arrive le 26 septembre 1943,. Après l'action, le commandant Faggioni reçoit une médaille d'argent de la valeur militaire, tandis que les autres membres de l'équipage qui ont joué un rôle important dans la lutte contre l'unité allemande reçoivent au total cinq médailles de bronze et 16 croix de guerre.
Pendant la cobelligérance (1943-1945), le Pilo effectue un total de 45 missions d'escorte.
En 1952, la vieille unité usée est déclassée en dragueur de mines.
Il est désarmé le 1er octobre 1954 et mis à la démolition.

## Sources
- (it) Cet article est partiellement ou en totalité issu de l’article de Wikipédia en italien intitulé « Rosolino Pilo (cacciatorpediniere) » (voir la liste des auteurs).